# Nigel Havers
Pour les articles homonymes, voir Havers.
Nigel Havers est un acteur britannique né le 6 novembre 1951 à Londres (Royaume-Uni).

## Biographie
Il fit partie des passagers du dernier vol du Concorde de British Airways qui décolla le 30 août 2003 de Barbade.
En novembre 2010 il participe à I'm a Celebrity... Get Me Out of Here! saison 10. Mais le jour 9 il doit abandonner l'aventure. Il est la première célébrité à quitter le camp.
Le 25 décembre 2011 il est l'invité de l'épisode spécial de la série Downton Abbey, le Christmas Special.

## Filmographie

### Cinéma
- 1972 : Jeanne, papesse du diable (Pope Joan) : Le jeune moine
- 1977 : Le Cercle infernal (Full Circle ou The Haunting of Julia) : L'agent immobilier
- 1978 : La Grande Cuisine (Who Is Killing the Great Chefs of Europe?) : Un serveur
- 1979 : Birth of the Beatles (en) : George Martin
- 1981 : Les Chariots de feu (Chariots of Fire) : Lord Andrew Lindsey
- 1984 : La Route des Indes (A Passage to India) : Ronny Heaslop
- 1985 : Burke & Wills (en) : William John Wills
- 1986 : Le Dénonciateur (The Whistle Blower) : Bob Jones
- 1987 : Empire du Soleil (Empire of the Sun) : Dr Rawlins
- 1989 : L'Adieu au roi (Farewell to the King) : Le capitaine Fairbourne
- 1990 : Jours tranquilles à Clichy : Alfred Perlès, alias Carl
- 1996 : Element of Doubt (en) : Richard
- 1999 : Paradise Lost : Hofstadter
- 2004 : Moi, Peter Sellers (The Life and Death of Peter Sellers) : David Niven
- 2006 : Pénélope (Penelope) : Edward Vanderman Jr.

### Télévision
- 1973 : Shabby Tiger (en) : Toby Scriven
- 1974 : A Raging Calm : Roger Coyne
- 1974 : La Flèche noire (Black Arrow) : Roger
- 1975 : The Nearly Man : Clive
- 1975 : Edward the King : Hon. Frederick Crichton
- 1975 : The Next Voice You See : Ludovic Bates
- 1976 : The Glittering Prizes (en) : Denis Porson
- 1977 : Heydays Hotel : Dez
- 1977 : Nicholas Nickleby (série télévisée) (en) : Nicholas Nickleby
- 1978 : Pennies from Heaven (série télévisée) (en) : Conrad Baker
- 1978 : An Englishman's Castle (en) : Mark Ingram
- 1978 : A Horseman Riding By (en) : Paul Craddock
- 1980 : A Question of Guilt : Dr Leach
- 1981 : Winston Churchill: The Wilderness Years : Randolph Churchill
- 1982 : Nancy Astor (série télévisée) (en) : Bobby Shaw
- 1984 : Strangers and Brothers (en) : Roy Calvert
- 1985 : The Death of a Heart : Thomas Quayne
- 1985 : A Different Kind of Love : Clement
- 1985 : Bon Voyage : Roddy Buchanan
- 1986 : A Little Princess (en) : Carrisford
- 1986 : Lord Elgin and Some Stones of No Value : Lord Elgin
- 1986 : Hold the Dream (en) : Jim Fairley
- 1987 : The Charmer (série télévisée) (en) : Ralph Ernest Gorse
- 1989 : Naked Under Capricorn (en) : Davy Marriner
- 1990 : The Private War of Lucinda Smith : Edward
- 1991 : Sleepers (série télévisée) (en) : Jeremy Coward / Sergei Rublev
- 1991 : A Perfect Hero (en) : Hugh Fleming
- 1992 : The Good Guys (série télévisée 1992) (en) : Guy McFadyean
- 1994 : Sursis pour l'orchestre (Lie Down with Lions) : Peter Husak
- 1994 : The Burning Season : Steven Kaye
- 1995 : The Glass Virgin (en) : Edmund Lagrange
- 1995 : Liz: The Elizabeth Taylor Story (en) : Michael Wilding
- 1996 : Troubles (Strangers) : Philip
- 1997 : Bridge of Time : Halek
- 1997 : The Heart Surgeon : Dr Alex Marsden
- 2001 : Gentleman Thief (en) : A J Raffles
- 2005 : Open Wide : Peter Hillman
- 2009 : The Sarah Jane Adventures (épisode The Wedding of Sarah Jane Smith) : Peter Dalton
- 2009-2019 : Coronation Street : Lewis Archer
- 2011 : Dowton Abbey (épisode L'Esprit de Noël) : Lord Hepworth
- 2014-2017 : The Life of Rock with Brian Pern (en) : Tony Pebblé
- 2017 : Better Things : Lester
- 2019 : Inspecteur Barnaby (Midsomer Murders) (épisode Le Point d'équilibre) : Andrew Wilder
- 2021 : Finding Alice (en) : Roger